# Süle Zsolt
Süle Zsolt (Veszprém, 1969. január 28. –) magyar énekes, zeneszerző, szakács, a 2018-as Eurovíziós Dalfesztivál magyarországi előválogatójának és A Dal 2021 tehetségkutató műsor döntőse.

## Életpályája
Mottó: Fent állni a színpadon, egy zongorán játszani és énekelni, gátlások és maszkok nélkül önmagad lenni - nincs más ehhez fogható felemelő érzés.
Akkor vagy jó úton, ha ingyen is csinálnád a munkádat.
Iskolás évei alatt már a színpad világa vonzotta. Volt néptáncos, megjárta a herendi Munkás színpad deszkáit mint a színjátszó kör tagja. Középiskolás éveiben megalapította osztálytársaival, barátaival az első zenekarukat - Story- Herenden, ahol még dobosként szerepelt.  Idővel a színpad elejére kívánkozott, és Phil Collinshoz hasonlóan dobosból énekes lett.
A zene és a zeneszeretet a vérében van, hisz édesapja szaxofonon játszott vendéglátós zenészként. 
Már fiatalon elkezdett saját dalszövegeket, verseket írni, és ez hozta magával a saját zenék megszületését is. Ekkor alapították meg a Sansz zenekart, mely már saját dalokból álló repertoárral koncertezett, és a Ki mit tud?-ot is megjárták vele. Egy ilyen versenyből való kiesésnek köszönheti a már több évtizedes barátságot jelenlegi zenésztársaival is, akikkel már több mint 25 éve együtt lépnek színpadra a veszprémi LGT Emlékzenekarban.
Ennek a formációnak köszönheti, hogy a színház világához még közelebb került, mivel a veszprémi Pannon Várszínház felkérésére a Miénk a cirkusz című darabban ők voltak a kísérő zenekar, melyben LGT dalokat játszottak. Ennek volt a folytatása 2010-ben az Égi vándor című Omega darab, majd jöttek a mese darabok, ezekben már saját zenéivel került a színházi társulat tagjai közé. Azóta is folyamatos munkakapcsolat van közte és a színház között, amit nagyon szeret és hálás érte.
Színházi projektek, amelyekben részt vett:
A Szép, a Szende és a Szeleburdi (2020/2021) - író, zeneszerző
Csinibaba (2018/2019) - Hárfás
Starfactory (2014/2015) - közreműködő zenész (LGT Emlékzenekar)
Bűnök és bűnhődések (2013/2014) - zeneszerző (BallaDal)
Csivir-csavar, avagy Taram titkos kertje (2013/2014) - zeneszerző
Csudabogarak (2012/2013) - zeneszerző
Börtönmusical (2011/2012) – közreműködő zenész (LGT Emlékzenekar)
Égi vándor (2010/2011) – közreműködő zenész (LGT Emlékzenekar)
Az LGT Emlékzenekarral párhuzamosan megalapították veszprémi zenésztársakkal a Mozizenekart, melyben saját elképzeléseit valósíthatta meg. A zenekar sajnálatos módon nem volt hosszú életű a menedzsment hiánya miatt. Ahogy egy interjúban fogalmaz: “ A Mozizenekar egy élő zenekar, csak éppen most alszik. Eltettem egy polcra, hogy amikor majd lesz olyan irányú mondanivalóm, keressek hozzá cimborákat és ismét megjelenhessünk.” 
2014-ben Trócsányi Gergővel megalapították az ÉSTE formációt, melyben Gergő fiókban őrzött versei és dalszövegei Zsolt zenei világával keltek életre. A formációban nincsenek műfaji megkötések, így az albumokon megtalálható funky, tangó, kocsmazene nagyon színes zenei világot alkot. Ezek olyan dalok, melyekhez csend kell, koncertként nem működnek. Szereti azt az élményt, melyet egy-egy ÉSTE est ad, mikor látja az emberek reakcióit, mosolyait, könnyeit, és végre csend van, katartikus élményként éli meg. Mint egy interjúban nyilatkozta: “Szeretem a hangzavart, és a harsány dolgokat is, de az egy csoda, amikor a csend olyan sokat mond. Ezt itt éltem meg először. És itt kell is a csend, mert Gergőnek nagyon mély szövegei vannak. Hogy amúgy ez az egész mi, milyen műfaj, azt a mai napig nem tudjuk, ezért is nevezzük műfajtalankodásnak. “
ÉSTE megjelenések:
2015 - A Bolond, a Majom, Én És Te?
2017 - Magamat rázom a  fa tetejéről
2019 - Európa táncol

2017 december 6-án bejelentették, hogy a Duna Eurovíziós dalválasztó műsorába, a DAL 2018-ba bejutott a Zöld a május című dala, mellyel a döntőbe is bejutott.
2018-ban jelent meg Zöld a május címmel első önálló albuma 11 saját dallal.

2020 december 11-én bejelentették, hogy a Duna TV tehetségkutató műsorába a DAL 2021-be bejutott a Befúj című szerzeménye, mellyel szintén a döntőbe is bejutott.
2021 őszén jelent meg Legyen ilyen! címmel második önálló lemeze 12 saját szerzeménnyel.
Ahogy egy interjúban nyilatkozta a dalairól:
“Minden dalom egy külön sziget, ami számomra egyaránt fontos, ezért nem tudnám egyiket sem kiemelni. Mindegyik más miatt a kedvencem. Igyekszem széles skálán zenei hangulatokkal, mondanivalóval, tartalommal szórakoztatni. Nem csak saját élményeimet dolgozom fel, nyitott szemmel és füllel, szívvel járok. Nagyon fontosnak tartom, hogy a zeném hiteles képet adjon rólam, gondolataimról, érzéseimről, hiszen ezen a csatornán keresztül szeretném megismertetni a közönséggel egy kicsit Süle Zsoltot.”

## Díjak, elismerések
- Gizella-díj
- Arany Elefántyuk-díj
- A 2018-as Eurovíziós Dalfesztivál magyarországi előválogatójának döntőse
- A Dal 2021 tehetségkutató műsor döntőse

## Diszkográfia
- Zöld a május (2018)
- Legyen ilyen! (2021)